# Rechtshandlung
Rechtshandlungen sind Handlungen, an die die Rechtsordnung unabhängig vom Willen des Handelnden Rechtsfolgen knüpft. Für den Eintritt der Rechtsfolge ist es gleichgültig, ob sie vom Handelnden gewollt oder nicht gewollt ist. Gegenbegriff ist das Rechtsgeschäft, bei dem der Eintritt der Rechtsfolge stets gewollt ist.
Unterschieden werden rechtswidrige und rechtmäßige Handlungen. Bei rechtswidrigen Handlungen wird die Rechtsfolge wegen der Rechtswidrigkeit ausgelöst. Bei rechtmäßigen Handlungen wird unterschieden zwischen geschäftsähnlichen Handlungen und Realakten. 

## Begriff und Abgrenzung
Nicht jede menschliche Handeln ist von rechtlicher Bedeutung. An Rechtsfolgen ist allein rechtswirksames Handeln geknüpft. Der Mensch unterwirft sich dem Recht grundsätzlich kraft seines Willens. Will der Handelnde, dass eine Rechtsfolge eintritt, liegt rechtsgeschäftliches Tun vor. Bei Rechtshandlungen hingegen tritt die Rechtsfolge unabhängig vom Willen des Handelnden ein, weil ein Tatbestand erfüllt wird.
Das BGB verwendet den Begriff Rechtshandlung nicht ausdrücklich. Die Motivlage der Gesetzgeber des BGB zeichnet vor, dass bei Rechtshandlungen bestimmte Rechtsfolgen ausgelöst werden sollen, „für deren Eintritt nach der Rechtsordnung gleichgültig ist, ob sie von den Handelnden gewollt oder nicht gewollt sind“. Das Verhältnis der Begriffe „Rechtsgeschäft“, „Willenserklärung“ oder „Rechtshandlung“ zueinander, bereitet seit jeher Schwierigkeiten und ist bis heute wenig klar gestellt. Die Willenserklärung macht das Rechtsgeschäft aus. Während beim Rechtsgeschäft die von den Handelnden selbst geschaffenen Rechtsfolgen eintreten, treten bei der Rechtshandlung die vom Gesetz vorgesehenen Rechtsfolgen ein.
Unterschieden werden rechtswidrige und rechtmäßige Rechtshandlungen. Rechtswidrige Handlungen lösen aufgrund ihrer Widerrechtlichkeit eine Rechtsfolge aus. Beispiele sind unerlaubte Handlungen § 823 BGB oder Verstöße gegen schuldrechtliche Verbindlichkeiten. Bei den erlaubten Handlungen wird unterschieden zwischen geschäftsähnlichen Handlungen und Realakten. Geschäftsähnliche Handlungen sind Willenserklärungen, die auf einen tatsächlichen Erfolg gerichtet sind und deren Rechtsfolgen kraft Gesetzes eintreten. Typische Beispiele sind Mahnungen beziehungsweise Fristsetzungen. Realakte hingegen sind Tathandlungen, also Willensbetätigungen – nicht Willenserklärungen – die auf einen tatsächlichen Erfolg gerichtet sind und bei denen die Rechtsfolge ebenfalls kraft Gesetzes eintritt. Typische Beispiele hierfür sind die eigentumsrechtlichen Zuordnungen in den sachenrechtlichen Fällen der Verbindung oder Vermischung.